# Bunker V2 de Sottevast
Sottevast era um complexo de bunker da Segunda Guerra Mundial para o lançamento de armas V-2 em Sottevast perto de Cherbourg, na Normandia, França. Foi construído, sob o codinome "Reservelager West" ("Estoque de reserva Oeste"), pelas forças da Alemanha nazista entre 1943 e 1944 para servir como base de lançamento de foguetes V-2 direcionados contra o sul da Inglaterra.
O bunker nunca foi concluído como resultado dos bombardeios das forças aéreas britânicas e dos Estados Unidos como parte da Operação Crossbow contra o programa alemão de Armas-V e os desembarques na Normandia em junho de 1944.

## Antecedentes
O foguete V-2 (em alemão: "Vergeltungswaffe 2", "Arma de Vingança 2"), uma das várias armas inovadoras de longo alcance desenvolvidas pelos alemães após o fracasso da Luftwaffe em desferir um golpe decisivo contra a Grã-Bretanha. O míssil, movido por um motor de foguete de combustível líquido, foi desenvolvido durante a Segunda Guerra Mundial na Alemanha como uma "arma de vingança", designada para atacar cidades aliadas como retaliação aos bombardeios aliados contra cidades alemãs.
A liderança alemã esperava que uma enxurrada de foguetes lançados contra Londres forçaria a Grã-Bretanha a sair da guerra. Embora Adolf Hitler fosse a princípio ambivalente, ele acabou se tornando um apoiador entusiástico do programa V-2, à medida que as forças aéreas aliadas realizavam ataques cada vez mais devastadores às cidades alemãs.
A Alemanha nazista decidiu construir quatro bunkers gigantes à prova de bombas para montar, atender e lançar foguetes V2 no norte da França. Watten e Wizernes foram estabelecidos em Pas-de-Calais, Sottevast e Brécourt na península de Cherbourg na Normandia.
No final de maio de 1943, o Estado-Maior britânico ordenou que fossem realizados ataques aéreos contra os chamados "locais pesados" construídos para as armas V. Em 27 de agosto de 1943, a Força Aérea dos EUA atacou Watten com efeito devastador. Não era mais possível usá-lo como local de lançamento do V-2, mas os alemães ainda precisavam de instalações de produção de oxigênio líquido para abastecer os locais do V-2 em outros lugares. Em vez disso, o foco principal de atenção dos alemães mudou para Schotterwerk Nordwest, a antiga pedreira nas proximidades de Wizernes, onde o trabalho estava em andamento para construir uma instalação de armazenamento V-2 à prova de bomba. Este projeto foi ampliado para transformar a pedreira em uma instalação fixa de lançamento. O Reservelager West em Sottevast e o Olkeller Cherbourg perto de Brécourt foram projetados para serem bunkers de lançamento como Watten com o edifício principal medindo cerca de 30 por 200 metros (100 ft × 655 ft).
Após o bombardeio da Operação Crossbow, os planos iniciais de lançamento dos maciços bunkers subterrâneos de Watten e Wizernes ou plataformas fixas, como perto do Château du Molay, foram abandonados e forçaram Walter Dornberger a desenvolver sistemas de lançamento móveis.

## Descrição
Hitler decidiu a construção do local de Sottevast em julho de 1943 para atingir o sudeste da Inglaterra. O bunker, construído pela Organização Todt entre 1943 e 1944, pretendia ser uma instalação de armazenamento e manutenção para o lançamento de mísseis balísticos V-2. Foi concebido para acomodar um regimento de mísseis e um depósito para 300 mísseis.
O bunker localizava-se num terreno isolado a norte da estrada para Valognes e a leste da estrada para Brix, perto deste último município. O local deveria ser atendido por uma bitola estreita, considerando que a linha ferroviária principal tinha menos de 200 metros (655 pés).
O edifício principal em forma de L envolvia um grande bloco de concreto, formando um retângulo de 180 m de comprimento por 57 m de largura com paredes de 4,50 m de espessura. Dois outros bunkers menores foram construídos no local, mas nenhuma instalação para produzir oxigênio líquido.
Sottevast foi construído usando a técnica conhecida como "Verbunkerung". O engenheiro da Organização Todt, Werner Flos, elaborou um plano segundo o qual o telhado de 5 m de espessura seria construído primeiro, plano no chão, e o solo abaixo dele seria escavado para que as obras abaixo fossem protegidas contra ataques aéreos.
Enquanto Watten e Wizernes foram projetados para serem capazes de lançar frequentemente foguetes V-2 e, por seu tamanho, desenvolvimentos futuros como o A9/A10, Sottevast não foi projetado para ser capaz de lançar foguetes V2 com frequência. O foguete V2 teria sido transportado de trem para Sottevast, transferido para o trem de bitola estreita, atendido ao longo do edifício em forma de L e lançado da mesma entrada. Essa configuração teria dificultado o lançamento de mais de uma dúzia de foguetes por semana, com uma carga útil por foguete equivalente à de um bombardeiro clássico. De acordo com Henshall, Sottevast e os outros silos de lançamento na península de Cherbourg não foram projetados para lançar foguetes V-2 com ogivas convencionais, mas ogivas químicas, com gás nervoso como Tabun e Sarin, ou ogivas radioativas.
O local estava parcialmente concluído quando foi capturado pelo 314º Regimento de Infantaria da 79ª Divisão de Infantaria durante a campanha da Normandia. Os generais Eisenhower e Bradley visitaram Sottevast dias após o Dia D. O local foi aterrado pelo Exército dos EUA no final da guerra, sob vinte metros de solo.